# Johann Lauterbach
Johann Lauterbach (* 16. Juni 1531 in Löbau; † 11. Oktober 1593 in Heilbronn) war ein deutscher Pädagoge, Kirchenlieddichter und Geschichtswissenschaftler.

## Leben
Als eines von vier Kindern einfacher Eltern studierte Lauterbach von 1549 bis 1554 an der Universität Wittenberg bei Philipp Melanchthon, auf dessen Empfehlung hin er danach Hofmeister beim Grafen Ludwig Casimir von Hohenlohe-Neuenstein wurde, dessen Söhne Wolfgang und Philipp er unterrichtete. Am Hof in Neuenstein heiratete er 1556 eine gräfliche Kammerjungfer. Ab 1557 war er Rektor der Lateinschule in Öhringen. Er stand in Kontakt mit Humanisten wie Nicodemus Frischlin oder Martin Crusius, und wie diese publizierte er historische Zeitlyrik in lateinischer Sprache.
Am 19. September 1558 erhielt er in Wien von Paulus Fabricius die Dichterkrone und wurde von Ferdinand I. in den Adelsstand erhoben. 1567 wurde er Rektor der Heilbronner Lateinschule. In Heilbronn widmete er sich insbesondere der zeitgenössischen Musikliteratur und stand in Kontakt mit zahlreichen Komponisten und Hofkapellmeistern, von denen er eine bedeutende Sammlung an Notenhandschriften und Erstdrucken von Werken überwiegend der Vokalmusik zusammentrug, die später den Grundstock des Heilbronner Musikschatzes bildeten. Zudem hat er eigene Kirchenlieder sowie Anthologien und Autobiographisches verfasst. Ab 1586 erhielt er wegen Leibesblödigkeit einen Gehilfen und musste nur noch eine Stunde pro Tag Dienst leisten. 1593 wurde er seines Amtes enthoben und verstarb noch im selben Jahr.
Sein Bruder Hieronymus Lauterbach war Mathematikprofessor in Wien und später Rektor der Lateinschule in Graz.

## Werke (Auswahl)
- De Carminibus veterum Germanicorum dissertationes II
- Cithara Christiana Psalmodiarum sacra libri, Leipzig 1587